# ヒュプナー・ファインヴェルクテヒニーク
ヒュプナー・ファインヴェルクテヒニーク (Hübner Feinwerktechnik GmbH) はドイツの鉄道模型メーカー。1番ゲージの鉄道車両や線路等を供給する。メルクリンにOEMで供給している。
2007年、メルクリンの傘下に入った。